# Цілинна ділянка №2
Цілинна ділянка №2 — ентомологічний заказник місцевого значення. Об'єкт розташований на території Вільнянського району Запорізької області, село Красний кут.
Площа — 11 га, статус отриманий у 1984 році.